# Naranja (Floride)
Pour les articles homonymes, voir Naranja.
Naranja est une census-designated place du comté de Miami-Dade, dans l'État de Floride, aux États-Unis,. En 2020, elle compte une population de 13 509 habitants.